# Маршала Покрышкина (станция метро)
«Ма́ршала Покры́шкина» — 11-я станция Новосибирского метрополитена. Находится на Дзержинской линии между станциями «Сибирская» и «Берёзовая роща». Проектные названия — «Панельная», «Ольги Жилиной», «Фрунзенская».
Территориально станция располагается в Центральном районе Новосибирска, на пересечении улиц Гоголя и Ольги Жилиной. «Маршала Покрышкина» обеспечивает скоростным внеуличным транспортом жителей близлежащих жилых массивов.
Станция входила в состав второй очереди метрополитена. Первоначальный её пуск был запланирован на 1993 год — к столетию Новосибирска. Однако, в связи с переменами в стране, экономическим кризисом и прекращением финансирования метро, её сооружение затянулось и ввод состоялся только в декабре 2000 года.
Станция стала третьей на Дзержинской линии и одиннадцатой в системе Новосибирского метрополитена. До 25 июня 2005 года, когда открылась станция «Берёзовая роща», станция являлась конечной и поезда ходили в челночном режиме (без возможности оборота).

## История

### Название
Первоначально станцию хотели назвать «Фрунзенской», затем — «Ольги Жилиной» (по названию улицы). На первых схемах также присутствовало ещё одно рабочее название — «Панельная». Однако в итоге остановились на имени прославленного лётчика и первого трижды Героя Советского Союза — Александра Ивановича Покрышкина. Такое название имеет очень слабую привязку к местности — Александр Иванович Покрышкин родился и рос в Закаменской части города, в трущобах, которые были потом снесены для строительства Ипподромской магистрали, вблизи которой и расположена станция метро. До этого в Новосибирске не было улиц или памятников Покрышкину, таким образом, станция стала первым таким объектом в городе, за исключением положенного по закону бюста на площади Свердлова. В последующие годы улица и памятник в честь знаменитого земляка появились в совсем другом районе города, вблизи станции «Площадь Маркса», что породило топонимический казус.

### Строительство
В 1988 году начался демонтаж трамвайной линии по улице Гоголя, которая дублирует на поверхности трассировку Дзержинской линии. Тогда же было начато сооружение станции, имевшей рабочее название «Фрунзенская». В 1990 году территория будущей станции была ограждена бетонным «метростроевским» (с буквами «М») забором. В 1991 году в сторону станции «Сибирская» направились проходческие щиты, а через два года планировалось завершить все работы и сдать станцию — близился столетний юбилей города. Однако эти планы так и остались лишь на бумаге — станция не была пущена ни в 1993 году, ни в следующем.
С наступлением кризиса 1990-х годов федеральное финансирование было прекращено, а местные бюджеты были не способны самостоятельно строить и вводить новые станции. Сроки отодвигались и строительство станции превратилось в долгострой. К январю месяцу 1995 года общая задолженность федерального бюджета перед метростроителями превышала 1,8 млрд рублей.
Первый президент РФ Борис Ельцин, в ходе своей предвыборной поездки в Новосибирск в 1996 году, обещал выделить деньги на возведение метро. Однако в итоге никаких денег федеральный бюджет Новосибирску так и не дал. Местные власти в то время также не слишком одобряли продолжение строительства метро в городе.
В результате станция «Маршала Покрышкина» была введена в эксплуатацию только 28 декабря 2000 года, через восемь лет после открытия предыдущих станций («Гагаринской» и «Заельцовской»).

## Архитектура и оформление
Конструкция — колонная, островная станция мелкого заложения, с двумя рядами колонн. Построена открытым способом по проекту института «Новосибметропроект». Проект аналогичен станции «Гагаринская»: 17 пар колонн, отстоящих друг от друга на 6 метров. Станционные стены — рельефные, выполнены из крупных бетонных блоков. Блоки плавно переходят в потолок станции.
Дизайн платформенного участка станции выполнен в сочетании красного и белого. Посадочная платформа отделана гранитом, а путевые стены и колонны — мрамором. Белый потолок, по замыслу проектировщиков, призван придать объёмный простор. Отделка станции выполнена бразильским мрамором красного цвета. Блоки путевых стен выкрашены в белый цвет. В потолке, в его центральной части, установлены видеоэкраны. Вокруг колонн размещены скамейки отдыха для пассажиров, выполненные из полированного дерева. А на полу платформы нанесены разметки-указатели остановки дверей вагонов электропоезда, имеющие жёлтый цвет.
Оформление
В 2013 году, к столетию маршала Покрышкина (6 марта) выполнен ряд работ по реконструкции станции и её оформления. Над станционной платформой, под потолком основного зала, появился макет самолёта («Аэрокобра», см. фото), на котором выполнял свои полёты прославленный лётчик. Изменилось оформление надписей (название станции на путевых стенах). Кроме того, в распределительном зале был установлен тематический световой витраж-мозаика, автор которого И.Я. Ельченко (род. 1954)  (в дальнейшем появится второй), на котором размещены изображения самолётов и схема Солнечной системы, в которой есть малая планета Покрышкин. Все работы проводились ночью и завершились к 6 марта.

## Вестибюли
Станция имеет два вестибюля — западный и восточный. В одном из вестибюлей расположен подуличный подземный переход. Вестибюли соединены с платформой маршевыми лестницами. Выходы на нечётную сторону улицы Гоголя имеют отдельные павильоны из металлических конструкций. На чётную сторону же выходы встроены в жилые дома. Металлические каркасы павильонов и входные двери покрашены в оливковый цвет.
Входные павильоны
Первоначально станция была открыта только с одним, западным вестибюлем, а восточный был достроен и открыт 6 декабря 2008 года, когда был сдан дом (Гоголя, 40), в котором он расположен.
К столетнему юбилею Покрышкина претерпели изменения и вестибюли. В одном из вестибюлей, перед входом в кассовый зал, появился витраж. Второй витраж, в другом станционном вестибюле, обещают установить в дальнейшем, уже после юбилея. А в одном из вестибюлей, при входе в него с чётной стороны улицы Гоголя (дом № 36) — установили бюст маршала, выполненный из бронзы. Бюст заменил находившиеся в этом месте торговые киоски. Бюст выполнил тот же художник, который готовил памятник маршалу на площади Маркса — народный художник России Михаил Переяславец. Названия же самой станции при входах в неё также заменили. Их модернизировали и дополнили изображениями звёзд Героя Советского Союза.

## Путевое развитие
Путевого развития станция не имеет.

## Станция в цифрах
- Длина станции, как и на всех станциях Новосибирского метрополитена, стандартная — 102 метра, что позволяет поместить на путь до 5-и вагонов (в настоящее время используются 4-вагонные составы). Длина посадочной платформы — 100 м[12].
- В 2014 году пассажиропоток на станции составил 7 тыс. человек в сутки. Таким образом, «Маршала Покрышкина» является наименее загруженной станцией Новосибирского метрополитена.

- Пикет ПК 103+48.
- Длина пути до станции «Сибирская» — 1080 метров. До станции «Берёзовая роща» длина перегона составляет 1168 метров[13].
- Время открытия станции для входа пассажиров — 5 часов 45 минут, время закрытия (входы № 1 и № 2) — 00 часов 00 минут (до 23 часов 00 минут — входы № 3 и № 4)[14].
- Таблица времени отправления первого и последнего поездов[14]:

|                                    | Пн — Вс (чч: мм: сс) | Пн — Вс (чч: мм: сс) |
| В сторону станции «Сибирская»      | 05:52:30             | 23:53:00             |
| В сторону станции «Берёзовая Роща» | 05:52:30             | 00:07:00             |

## Расположение

Схема выходов станции

Станция расположена на пересечении улиц Гоголя и Ольги Жилиной. Рядом расположена скоростная Ипподромская магистраль, улицы Селезнёва, Крылова, Некрасова, Семьи Шамшиных, Лермонтова и другие.
Остановки
Остановки наземного общественного транспорта вблизи выходов станции:
- А, Тб, Мт: «Метро Маршала Покрышкина», «Ипподромская».

В транспортной доступности:
- По улице Гоголя, расположены остановки А и Мт: «Военторг».
- По улице Крылова, расположены остановки А и Мт: «Ольги Жилиной» и «Крылова».